# Аксаки

Відміна гербу Аксак

Аксаки́ (іноді Оксаки) — українські шляхтичі татарського походження, які займали високі урядові посади в Київському та Волинському воєводствах 16—17 ст. Київські Аксаки отримали землі на Поліссі від Ольгерда у так званій Путилівській землі. За припущеннями, прийняли хрещення у XV ст. Єдина місцева шляхетська родина Київської землі, що перейшла на католицтво до Хмельниччини.

## Представники
- Федір, згаданий 1515 року як власник села Путиловичі, половини Норинська (іншу половину посідали Киселі).
  - Григорій, під час ревізії Овруцького замку 1545 року записаний як власник Норинська та Путиловичів.
  - Мартин, перебував на службі в канцлера ВКЛ Миколи Радзивілла[3]
    - Іван (Ян) — київський земський суддя, київський підвоєвода
      - Стефан — київський земський суддя; — остерський, бобрівницький староста, власник великих земельних маєтностей на Остерщині; виступав проти козаків і міщан, які відстоювали свої права, вороже ставився до сел.-козацького повстання (1637), яке очолили Мурко і Носко, і до визвольної війни 1648—57. Боячись народного гніву, втік з України. Дружини: — Лозчанка (Лущанка), дочка мозирського маршалка; Катерина Чолганська (мали 2 сини, 2 доньки)
        - Іван (Ян) — київський стольник, посол до сейму 1654; разом із братом воював під командуванням Яреми Вишневецького у битві під Пилявцями, під Росолівцями[4]
          - Йосиф (Юзеф), осів у Белзькому воєводстві

        - Гаврило (Ґабрієль); з Іваном — сини Лозчанки (Лущанки)
        - Олексанр
        - Михайло; обидва — сини Катерини Чолганської

    - Михайло, убитий татарами під час нападу на Гуляники, там похований

- Казимир — київський скарбник, дружина — Констанція Чолганська[5]
  - Феліціян
- Марко на Мотовилівці — київський войський 1694[5]
- Михайло — київський підстолій, був одним із керівників шляхетського ополчення Київського воєводства, сформованого для придушення селянсько-козацького повстання.
- Михайло — один із членів комісії в Корсуні під час Хмельниччини[6]
- Стефан — луцький ловчий і войський 1775.